# KSBスーパーJチャンネル
『KSBスーパーJチャンネル』（ケイエスビー・スーパージェイチャンネル）は、2000年4月3日から2021年1月15日まで瀬戸内海放送（KSB）で放送された夕方のローカルワイドニュース番組。テレビ朝日で放送されている『スーパーJチャンネル』は1997年3月31日から既に放送されていたが、KSBは2000年3月31日まで前番組『ステーションEYE』のタイトルを使用した『KSBステーションEYE』を放送していた。通常は高松本社制作である。
テーマ曲はテレビ朝日などとは違う独自のものを使用していた。T-SQUARE・DIMENSION・小松亮太・鳥山雄司・松谷卓・中田ヤスタカ・木之下慶行・竜馬四重奏・ヒャダイン（前山田健一）のテーマ曲は一切使用していなかった。2002年頃には土岐麻子がボーカルを務めていたCymbalsの『Higher than the Sun』を使用していた。

## 放送時間
下記の放送時間は2020年9月現在のものである。時刻はいずれも日本標準時（JST）。
- 月曜 - 金曜 16:35 - 18:57
  - 上記の放送時間のうち、KSB発・ローカルパートの放送時間は16:35 - 16:40と18:15 - 18:57の2回、東京発の全国パートは16:40 - 18:15となっている。
  - 開始時刻は16:50、16:55、16:53と改編期に変更を繰り返し、17時台のネット受けは2010年3月まで17:00飛び乗りとなっていた。2010年3月29日から16:45開始となり、ネット受けも17時台の冒頭から行うようになった。
  - かつては17時台後半にもローカルパートを設けていた（緊急ニュースなどがある場合を除く）。
  - 2018年度の年末年始は、2018年12月21日で同年のレギュラー放送を終了。その後、12月24日 - 28日はローカルパートを16:45からの5分間のみとし、16:50以降は全て東京発の内容を放送した。2019年始は枠としては1月4日から通常通りだったが、この日は16:45から5分間ローカルニュースを放送した以外は全て東京発となり、レギュラー放送は7日からとなった。
  - 2019年4月からは、祝日と重なる日はレギュラー放送を休止している（一部例外あり）。その場合、ローカルパートは16:45 - 16:50→16:35 - 16:40の5分間のみとし、16:50→16:40以降は全て東京発の内容を放送している。
  - 2019年の年末は、12月24日で同年のレギュラー放送を終了。その後、同月25日・26日はローカルパートを16:45からの5分間のみとし、16:50以降は全て東京発の内容を放送した。
  - 2020年7月から18:57 - 19:00にミニ番組「アナチャレ！」が放送開始したため、本番組の終了時間を18:57に繰り上げた。
  - 2020年の年末は、12月24日で同年のレギュラー放送を終了。その後、同月25日は17:00 -23:10に『ミュージックステーション ウルトラSUPER LIVE2020』を放送のため休止し、16:30 - 17:00に放送の『ANNスーパーJチャンネル』のローカル枠を使って岡山・香川のニュース・天気予報を放送。そして、同月28日・29日は年末特別編成の関係で16:35 - 18:00に枠小して放送し、冒頭5分間岡山・香川のニュース・天気予報を放送する以外は全て東京発の内容を放送する。
- 土曜 17:30 - 17:55、日曜 17:30 - 18:00
  - 日曜は、全国ネット枠に引き続き関東ローカル枠も17:52頃まで部分ネットし、その後岡山・香川のニュース・天気予報を放送する構成となっている。2018年4月1日から2020年9月27日までは16:30 - 18:00に『サンデーステーション』が放送[1]され、同番組においてローカルニュース枠を設けていた。2015年4月1日 - 2017年4月2日も同様に『報道ステーション SUNDAY』が編成されていた。

## 概要

### 開始前 - 開始当初
- 元々17時台は刑事ドラマ（過去にテレビ朝日で放送された『西部警察』『特捜最前線』『はぐれ刑事純情派』『さすらい刑事旅情編』など）再放送枠だった枠を、それまで14時台に編成していた生活情報番組『にこまるTV』（現在は終了）を事実上内包し、『おとなりTV・KSBスーパーJチャンネル』のタイトルでスタート[2]。
  - 山陽放送は17時台にローカルワイドを編成（2005年4月から2009年3月までは『イブニング・ファイブ』を、2010年4月から9月までは『Nスタ』をネットしていたために16時台に編成）していたことや、西日本放送も『RNCワイドニュースプラス1』（現『RNC news every.』）を時間枠拡大（実質は、RNCキー局である日本テレビ製作の東京ローカルの内容もそのまま放送）したこともあった。
- しかし、視聴率が思わしくなかったために3か月で方向転換し、『にこまるTV』は再独立。タイトルも「おとなりTV」を外して『KSBスーパーJチャンネル』と改め、放送内容も17時台前半はキー局のテレビ朝日のネットとして後半をローカル情報枠という、現在とほぼ同じ内容になって現在に至る。
- コメンテーター制も金曜のみとなり、レギュラーゲストという形になった。また、視聴者参加の電話クイズコーナー（全曜日共通）、金曜のFM香川『JOY-U・CLUB』との同時放送コーナー「おとなりFM中継」は2年ほど続けられた。
- かつては17時台の後半で飛び降りて17:54までローカル枠を放送していたが、2012年3月時点で17時台フルネットに移行した。

### 中期から末期
- ローカルパートのオープニングは挨拶の後に以前は時節の話題を行っていたが、2009年7月1日からは全国ニュース1本を紹介し（ANN配信の素材映像を基にテロップ等は自社で付ける）、そのまま岡山・香川のニュース3本程度→今日のラインナップ→岡山・香川の天気→17時台後半パートの予告→天カメ映像→テレビ朝日発に飛び乗る形をとっていた。
- かつてはKSBでのテレ朝ネットは緊急時を除き17:00となっていたが、後述の通り2010年の改編により祝日を除き冒頭からのネット（16:53）に変更され、現在は一律16:50となる。
- 2010年秋まで、直前の番組「サスペンスPark KSB」（ - 2009年3月）→「ドラマPark KSB」（2009年4月 - ）の本編終了直後（16:54:30→16:52:35→16:44:35）に15秒ほどの生ジャンクションが入っていた。その直後に「ドラマPark KSB」のエンドカード「おしまい」が放送された。ただし競艇中継などの特別編成の場合は放送されなかった。
- 16:45と18:18のローカルパート冒頭の計2回挨拶を行っている。これに加え、2012年3月まで17時台後半で差し替えを行っていたため、17:36頃にも挨拶があった。
- 2008年11月3日より17時台後半を岡山・香川のニュースを挿む形で月 - 水曜はJチャン関東ローカル枠の特集2、木曜・金曜は朝日放送のローカル報道番組『NEWSゆう』→『NEWSゆう+』の特集企画の録画ネットを開始している。この時、一部テロップ類はKSBで差し替え（もしくは加え）ていたり、テレビ朝日はアイキャッチ無しでCMに突入するが、KSBは独自にアイキャッチと予告テロップを挿入したりしている。
- 毎年・年内最終放送日は、17時台でローカルニュースを行い、18時台はゲスト（2008年までは金曜日だった場合、コメンテーターは休みになる）と共に岡山・香川で一年間起こった出来事をVTRを交えて振り返る回顧企画になる。2009年は17時台の1時間まるまる回顧企画を行い、3月に降板した金曜レギュラーゲストの田尾和俊と岡山・香川選出の民主党衆院議員各1名がゲストで登場した（このため、通常17時台前半部の東京発のニュースを休止し、ANN枠のみの放送）。
- 2001年1月6日以降、週末のローカルニュース枠も『KSBスーパーJチャンネル』としている。CM前はBGM無しで右下に番組ロゴを表示し、エンディングも簡略化されている（大まかな中身としてはテレビ朝日と変わらないが、当然ロゴとBGMは異なる）。なお、2000年4月2日 - 12月31日にはANNの冠を外した『スーパーJチャンネル』の名前になっていた。
- 越境受信やCATV再送信等でKSBを視聴している高知県民が多いためか、高知県で起こった大きな事件・事故を取り上げることがある（2005年3月に発生した土佐くろしお鉄道宿毛駅衝突事故や2007年3月に発生した全日空機高知空港胴体着陸事故など）。
- 高知白バイ衝突死事故では、警察側の証拠捏造やそれを丸呑みして新証拠を却下する裁判所側を疑問視し、被告となった元運転手を密着取材している。これは後にANN全国ネットのドキュメンタリ番組『テレメンタリー』『報道発 ドキュメンタリ宣言』でも取り上げられた。
- 2010年6月14日からテロップ類が地デジサイズである16:9に合わせる形になった。それに伴い、アナログ放送では16:9レターボックスサイズとなる（テレビ朝日ネット部分（2010年7月5日からは16:9レターボックスに）やCM中はこれまで通り4:3サイズ）。
- 2011年5月30日から9月まで、本番組でもクール・ビズを導入し、多賀の服装もノーネクタイ・ジャケット姿となる。2012年は7月2日より実施（キー局でも同日に実施）。岡山・香川の民放ではすでにRNCとRSKが導入している。
- テレビ朝日が現社屋移転後も一世代前のロゴを長らく使いまわしていたが、8年半越しの2012年4月にようやく変更された。2015年3月30日にもテレビ朝日のものに合わせたデザインに変更した。
- 2017年4月3日よりリニューアルされ、16:45からの5分間は女性キャスター一人で進行する構成に変更。
- 2019年度以降一部を除く祝日は18時台のローカル枠を休止し全編東京発となる。ローカルニュースは16:35から5分のみ。
- 2021年1月18日にKSB高松本社が西宝町から上之町へ移転するのを機に新しいローカルニュース番組『News Park KSB』を立ち上げることが明らか[3]になり『KSBスーパーJチャンネル』は2021年1月15日に放送を終了[4]。最終回のエンディングでは、新社屋のスタジオから白戸が『News Park KSB』をPRし、最後は斎藤が「西宝町の皆さん52年間本当にありがとうございました。そして、『KSBスーパーJチャンネル』を長い間ご覧いただきありがとうございました。それでは、さようなら」と挨拶し、約21年間の歴史に幕を閉じた。

## 出演者
特記人物以外はKSBアナウンサー

### メインキャスター
- 在間隆真（2020年9月 - 、月 - 火曜）
- 荻津尚輝（2020年9月 - 、水 - 木曜）
- 白戸ゆめの（2020年3月 - 、月 - 木曜）
- 多賀公人（KSB出身のフリーアナウンサー）開始当初は帯で担当。一時期空白期間があり、現在は金曜日の中継担当。
- 斎藤康之（2019年4月 - 、金曜）
- 松木梨菜（2020年4月 - 、金曜）

### その他のキャスター
- 赤木由布子（月 - 水曜）
- 難波彩子（KSB所属気象予報士）金曜天気担当。

## 過去の出演者
特記人物以外は担当当時のKSBアナウンサー。
| 期間      | 期間       | 男性     | 男性     | 男性     | 男性     | 女性                  | 女性                  | 女性                | 女性       |
| 期間      | 期間       | 月・火曜 | 水曜     | 木曜     | 金曜     | 月・火曜              | 水曜                  | 木曜                | 金曜       |
| --------- | ---------- | -------- | -------- | -------- | -------- | --------------------- | --------------------- | ------------------- | ---------- |
| 2000.4.3  | 2001.3.30  | 多賀公人 | 多賀公人 | 多賀公人 | 多賀公人 | 緒方希美子            | 緒方希美子            | 緒方希美子          | 矢田三奈子 |
| 2001.4.2  | 2002.3.29  | 多賀公人 | 多賀公人 | 多賀公人 | 多賀公人 | 本庄里恵子            | 本庄里恵子            | 本庄里恵子          | 矢田三奈子 |
| 2002.4.1  | 2004.10.1  | 多賀公人 | 多賀公人 | 多賀公人 | 多賀公人 | 本庄里恵子            | 本庄里恵子            | 本庄里恵子          | 本庄里恵子 |
| 2004.10.4 | 2008.12.26 | 中村康人 | 中村康人 | 中村康人 | 中村康人 | 本庄里恵子            | 本庄里恵子            | 本庄里恵子          | 本庄里恵子 |
| 2009.1.5  | 2009.7.3   | 中村康人 | 中村康人 | 中村康人 | 中村康人 | 岡薫                  | 岡薫                  | 岡薫                | 岡薫       |
| 2009.7.6  | 2010.3.26  | 多賀公人 | 多賀公人 | 多賀公人 | 多賀公人 | 岡薫                  | 岡薫                  | 岡薫                | 岡薫       |
| 2010.3.29 | 2011.9.30  | 多賀公人 | 多賀公人 | 多賀公人 | 多賀公人 | 岡薫                  | 岡薫                  | 岡薫                | 本庄里恵子 |
| 2011.10.3 | 2012.3.30  | 多賀公人 | 多賀公人 | 多賀公人 | 多賀公人 | 岡薫                  | 岡薫                  | 岡薫                | 早川茉希   |
| 2012.4.2  | 2015.3.27  | 多賀公人 | 多賀公人 | 多賀公人 | 多賀公人 | 早川茉希              | 早川茉希              | 早川茉希            | 早川茉希   |
| 2015.3.30 | 2017.3.31  | 多賀公人 | 多賀公人 | 多賀公人 | 多賀公人 | 荒木優里              | 荒木優里              | 荒木優里            | 西村志野   |
| 2017.4.3  | 2018.9.28  | 多賀公人 | 多賀公人 | 多賀公人 | 多賀公人 | 佐田志歩              | 田嶌万友香            | 田嶌万友香          | 田嶌万友香 |
| 2018.10.1 | 2018.12.28 | 中村康人 | 多賀公人 | 多賀公人 | 石井俊大 | 佐田志歩              | 田嶌万友香            | 田嶌万友香          | 田嶌万友香 |
| 2019.1.4  | 2019.3.29  | 中村康人 | 中村康人 | 多賀公人 | 石井俊大 | 佐田志歩              | 佐田志歩              | 田嶌万友香          | 田嶌万友香 |
| 2019.4.1  | 2020.3.27  | 石井俊大 | 石井俊大 | 多賀公人 | 斎藤康之 | 信長ゆかり            | 信長ゆかり            | 田嶌万友香          | 田嶌万友香 |
| 2020.3.30 | 2020.9.25  | （不在） | （不在） | （不在） | 斎藤康之 | 白戸ゆめの 赤木由布子 | 白戸ゆめの 赤木由布子 | 白戸ゆめの 松木梨菜 | 松木梨菜   |
| 2020.9.28 | 2021.1.15  | 在間隆真 | 荻津尚輝 | 荻津尚輝 | 斎藤康之 | 白戸ゆめの            | 白戸ゆめの            | 白戸ゆめの          | 松木梨菜   |

- 黒部京子
- 上村明子
- 大倉聡
- 畑嶋恵理奈
- 牧野克彦
- 小野田リカ（初代天気担当）
- 井川達雄（FM香川アナウンサー）金曜の「おとなりFM中継」（FM香川『JOY-U・CLUB』との同時放送）で登場。
- 中井今日子（FM香川アナウンサー） 映画コーナー担当。
- 甲斐千代子（金曜担当）
- 伊藤香（オフィスキイワード所属フリーアナウンサー・気象予報士）月曜。
- 清水とおる（ウェザーニューズ所属 → フリー、気象予報士） - 金曜天気担当、2009年6月26日まで担当。
- 小坂知里（火-木曜天気担当、金曜フラッシュニュース担当）

### レギュラーゲスト
2009年3月27日放送分まで、金曜日にゲストが出演していた。ゲスト2名は番組開始当初はコメンテーターとして出演していた。『おとなりTV』時代には月曜 - 木曜にもコメンテーターを置いていたが、それを廃したためにレギュラーゲスト扱いとなった。
- 田尾和俊（『タウン情報kagawa』元編集長、現・四国学院大学教授、麺通団団長、香川県詫間町（現:三豊市）出身）
- 岩井志麻子（ホラー作家、岡山県和気町出身）

2020年4月から同年10月2日まで、火・水・金曜日にレギュラーコメンテーターが設定されることとなった。
- 火曜：桝井政則（朝日新聞四国総局長）もしくは鈴木史（朝日新聞岡山総局長）
- 水曜：マスウド・ソバハニ（イラン出身米国人、貿易商社社長）
- 金曜：犬養拓（飲食店等運営会社代表、犬養毅の曾孫）

## イベント
- 「出張!Jチャンネル」（瀬戸内海放送、2018年6月、イオンモール綾川）
- 「出張!Jチャンネル」（瀬戸内海放送、2019年1月、イオンモール倉敷）